# Gunnar Dahlbäck
Gunnar Olov Dahlbäck, född 2 juni 1945 i Sundsvalls församling i Västernorrlands län, är en svensk ingenjör. Han är son till överläkare Olle Dahlbäck och bror till arkitekten Marianne Dahlbäck.
Dahlbäck genomgick teknisk utbildning i flygvapnet 1964–1968 och blev flygingenjör 1973. Han avlade civilingenjörsexamen i elektroteknik vid Lunds tekniska högskola 1973 och teknologie doktor-examen vid Lunds universitet 1978. Han var teknisk chef vid AGA Spiro AB i Stockholm 1975–1980. Han var professor och prefekt vid Chalmers tekniska högskola 1981–1986, blev docent vid Linköpings universitet 1985 och major i Flygingenjörkåren 1987. År 1988 befordrades han till överstelöjtnant och var 1988–1992 flygdirektör och chef för Flygplansmotorsektionen vid Huvudavdelningen för flygmateriel i Försvarets materielverk (FMV), befordrad till överstelöjtnant med särskild tjänsteställning 1990. Han var byråchef vid Provningsavdelningen (Provplats Linköping) i FMV 1992, befordrades 1993 till överste och var 1993–1998 chef för Provningsavdelningen. Åren 1998–1999 var han chef för Systemledningsbyrån i Huvudavdelningen för flygmateriel vid FMV och under 2000 var han teknikförsörjningsledare vid FMV. År 2000 blev han avdelningschef vid Försvarets forskningsanstalt och när denna myndighet den 1 januari 2001 uppgick i Totalförsvarets forskningsinstitut var han avdelningschef även där innan han samma år pensionerades.
Gunnar Dahlbäck invaldes 1993 som ledamot av Kungliga Krigsvetenskapsakademien.